# Врежот
Врежот или понякога нечленувано Вреж (на гръцки: Άγιος Λουκάς, Агиос Лукас, до 1926 година Βρες, Врес) е село в Република Гърция, в дем Пела на област Централна Македония.

## География
Селото се намира на надморска височина от 10 m в източната част на Солунското поле, на 10 km северозападно от Пласничево (Крия Вриси) и на 10 km южно от град Воден (Едеса).

## История

### В Османската империя
Църквата „Свети Лука“ според местната традиция е построена в 1790 година. В края на XIX век Врежот е село в Ениджевардарска каза на Османската империя. Според статистиката на Васил Кънчов („Македония. Етнография и статистика“) в 1900 година във Врежот живеят 160 българи и 210 цигани. Всички жители на селото са под върховенството на Цариградската патриаршия. По данни на секретаря на Българската екзархия Димитър Мишев („La Macédoine et sa Population Chrétienne“) в 1905 година във Врежот (Vrejot) има 200 българи патриаршисти гъркомани.
На 22 ноември 1909 година гръцкият андартски капитан Гоно Йотов в свой доклад дава отчет за свършената от него работа в Ениджевардарско:
| „ | На 20.05 с цел само да задържа някои, за да им дам напътствия да се върнат в православието, тръгнах за село Янчища. Но не успях да задържа никой, убих един от тези, които се опитаха да избягат. След това отидох в Призна и се занимавах повече с това да сплаша хората или да ги убедя така че, селата от Сланица да се върнат в православната вяра. Имах положителен резултат със селата Балъджа, Кариотица, Призна, Вреж, Плугар, Пласна, Голо село и Власи... Успешните ми действия продължиха и след Конституцията. Така се върнаха към православието двама българи комитаджии с всичките си роднини. От Карйотица Георги Мандалчис и от Врежа Христо Каравангели през октомври 1908. | “ |

При избухването на Балканската война в 1912 година един човек от Врежот е доброволец в Македоно-одринското опълчение.
Източно от селото е обновената манастирска църква „Св. св. Петър и Павел“.

### В Гърция
В 1912 година през Балканската война селото е окупирано от гръцки части и след Междусъюзническата война в 1913 година остава в Гърция. 
Боривое Милоевич пише в 1921 година („Южна Македония“), че Вреш има 10 къщи славяни християни и 50 къщи цигани мохамедани.
В 1924 година по силата на Лозанската конвенция циганите мюсюлмани се изселват от Врежот, но поради маларичността на района в селото първоначално не са заселени гърци бежанци. В 30-те години обаче след пресушаването на Ениджевардарското езеро и извършените в района мелиорации, във Врежот са заселени много бежанци.
В 1926 година името на селото е сменено на Агиос Лукас, в превод Свети Лука.
Тъй като селото е равнинно и землището му се напоява добре, то е много плодородно. Отглеждат се овошки - предимно праскови и ябълки, памук, жито, като е развито и краварството.
| Година    | 1913 | 1920 | 1928 | 1940 | 1951 | 1961 | 1971 | 1981 | 1991 | 2001 | 2011 | 2021 |
| --------- | ---- | ---- | ---- | ---- | ---- | ---- | ---- | ---- | ---- | ---- | ---- | ---- |
| Население | 330  | 268  | 158  | 613  | 1133 |      | 1086 | 1053 | 1290 | 1555 | 1013 | 723  |

## Личности
Родени във Врежот
- Христо Георгиев, македоно-одрински опълченец, Първа отделна партизанска рота[11]